# Blanes
Blanes ist eine Stadt mit 42.198 Einwohnern (Stand: 2024) in der spanischen Provinz Girona der autonomen Region Katalonien am südlichen Ende der Costa Brava unmittelbar an der Mündung der Tordera, und rund 60 Kilometer nordöstlich von der Regionshauptstadt Barcelona gelegen. Blanes gilt als Tor zur Costa Brava.

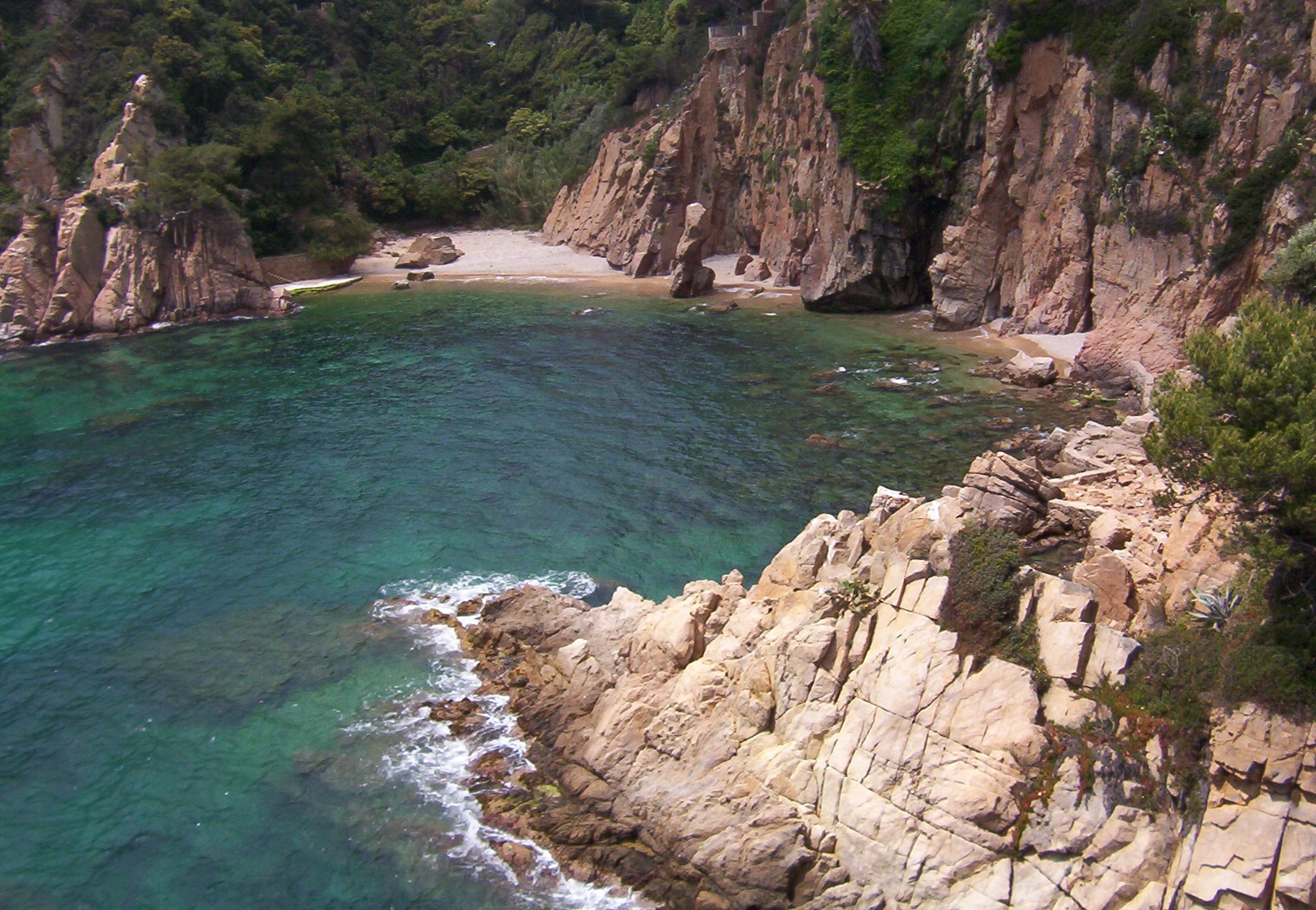
Felsenbucht in Blanes

## Stadtbeschreibung
Blanes ist ein vielbesuchter Ferienort im typisch katalanischen Stil. Unzählige Restaurants, in denen Fisch-, Paella oder Hähnchengerichte zubereitet werden, Bars, zahlreiche Geschäfte und der besonders breite Sandstrand von vier Kilometern Länge sind einige Merkmale dieses Ortes. Blanes ist auch bekannt als das Wirtschaftszentrum der südlichen Costa Brava. Südlich an den alten Ortskern anschließend wurden riesige Wohnmobil-, Ferienhaus- und Campingplätze eingerichtet, die zu den größten saisonalen Feriensiedlungen im Mittelmeerraum gehören. So wächst die Stadt in der Sommersaison leicht auf über 100.000 Menschen an.
Die Altstadt mit ihren engen Gassen zeigt den Fischerort noch fast so, wie er vor der Touristeninvasion ab 1960 war. Jeden Werktag Montag bis Freitag findet gegen 16:00 Uhr die traditionelle Fischversteigerung im Hafen statt. Der Fischereihafen liegt geschützt zwischen den Felsen Sa Forcanera im Nordosten und Sa Palomera im Südwesten, die bis an die Küste reichen. Palomera gilt als Beginn der Costa Brava. Das Hotelviertel liegt am südlichen Rande des Zentrums, die anfangs eher einfachen Hotels wurden inzwischen mit Häusern der gehobenen Kategorien ergänzt. Hinter den Hotels reihen sich die Campingplätze.

## Verkehrsanbindung
Blanes ist Endstation einer direkten an der Küste entlang führenden Bahnstrecke Barcelona–Mataró–Maçanet-Massanes, die dann ab Blanes ins Landesinnere führt und dort Anschluss an die Strecke nach Frankreich hat. Überörtliche Nationalstraßen oder die Regionalautobahn C 35 sind über Provinzialstraßen zu erreichen. Die nächstgelegenen Flugplätze sind Flughafen Barcelona-El Prat und der seltener angeflogene Flughafen Girona.

## Botanische Gärten

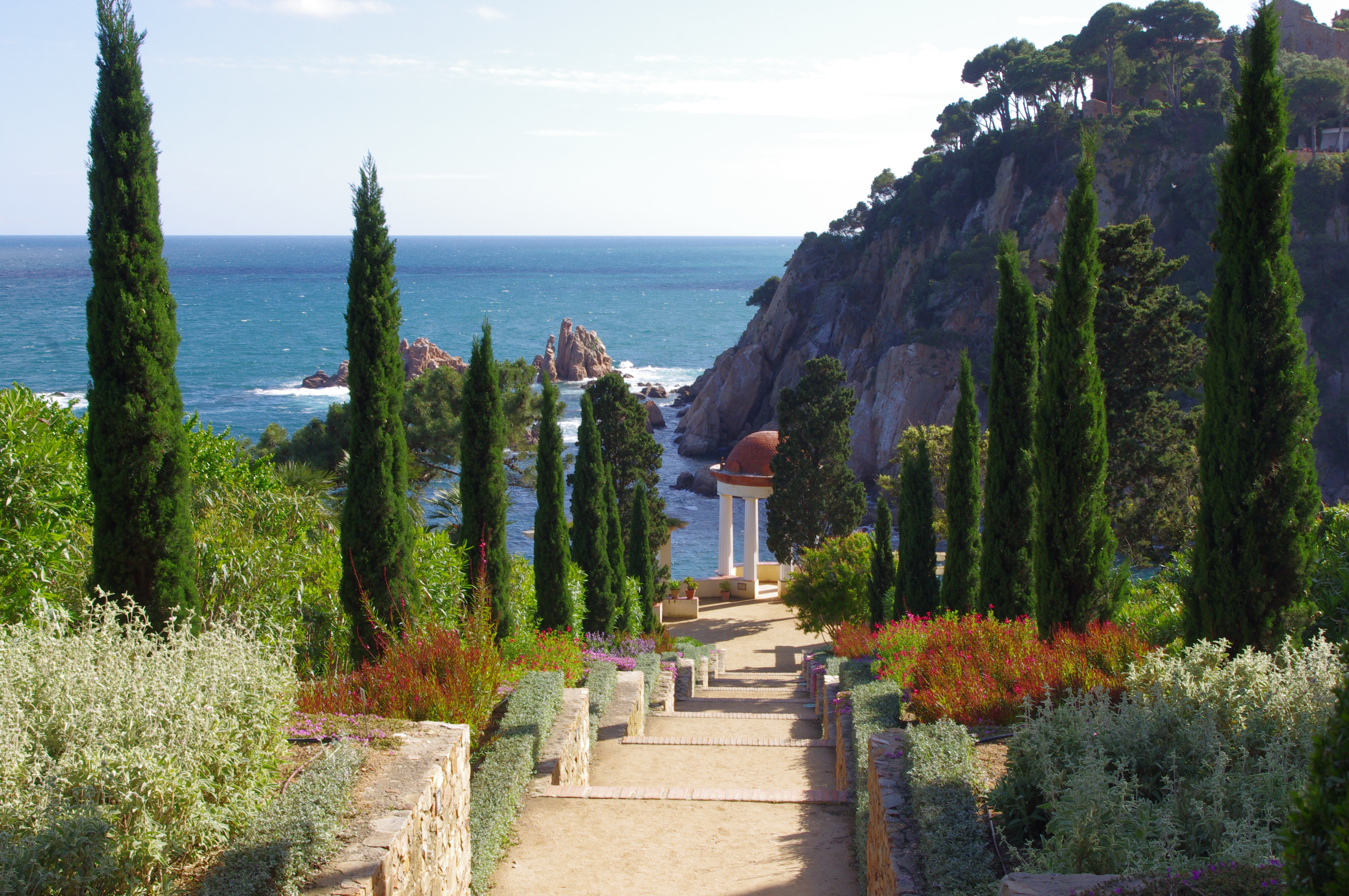
Der botanische Garten Marimurtra

In Blanes befinden sich zwei botanische Gärten.
Der Deutsche Karl Faust war der Gründer und Eigentümer des Jardí Botànic Marimurtra. Er schuf vor seinem Tod 1952 die Stiftung Jardí Botànic Marimurtra (‚Botanischer Garten Meer und Myrte‘), der er den Garten und sein beträchtliches Vermögen übertrug.
Die Stiftung hat wissenschaftlichen Charakter und dient dem internationalen Studium der Botanik. Daneben will sie den zahlreichen Besuchern aus vielen Ländern die Vielfalt und Schönheit der Pflanzen und die Weisheit im Walten der Natur näherbringen. Dieser botanische Garten wurde im Jahre 1921 gegründet und liegt am Südosthang des Sant-Joan-Berges über den in das Mittelmeer abfallenden Steilhängen. Der Garten mit schöner Aussicht aufs Meer ist 16,5 ha groß.
Im Jardí Botànic Marimurtra wurde durch kunstvolle Gartenarchitektur die zerklüftete natürliche Landschaft aufgewertet. Die ausgewachsenen Exemplare von Kakteen und anderen Pflanzen, die man hier gezüchtet hat, bestechen durch die Harmonie ihrer Farben und Formen. Aufgrund des gleichmäßigen Mittelmeerklimas gedeihen die Pflanzen prächtig, die ganze Sammlung befindet sich in Privatbesitz. Es gibt mehr als 3000 verschiedene Bäume, Büsche und Blumen zu entdecken. Viele Pflanzen lassen sich vor Ort auch käuflich erwerben.
Der zweite botanische Garten, Jardí Botànic Pinya de Rosa, mit zirka 7000 verschiedenen Pflanzenarten liegt etwas außerhalb von Blanes. Er wurde vom katalanischen Ingenieur Dr. Ferran Riviere de Caralt 1945 gegründet und später zur Naturlandschaft von nationalem Interesse erklärt.

## Kultur und Tradition

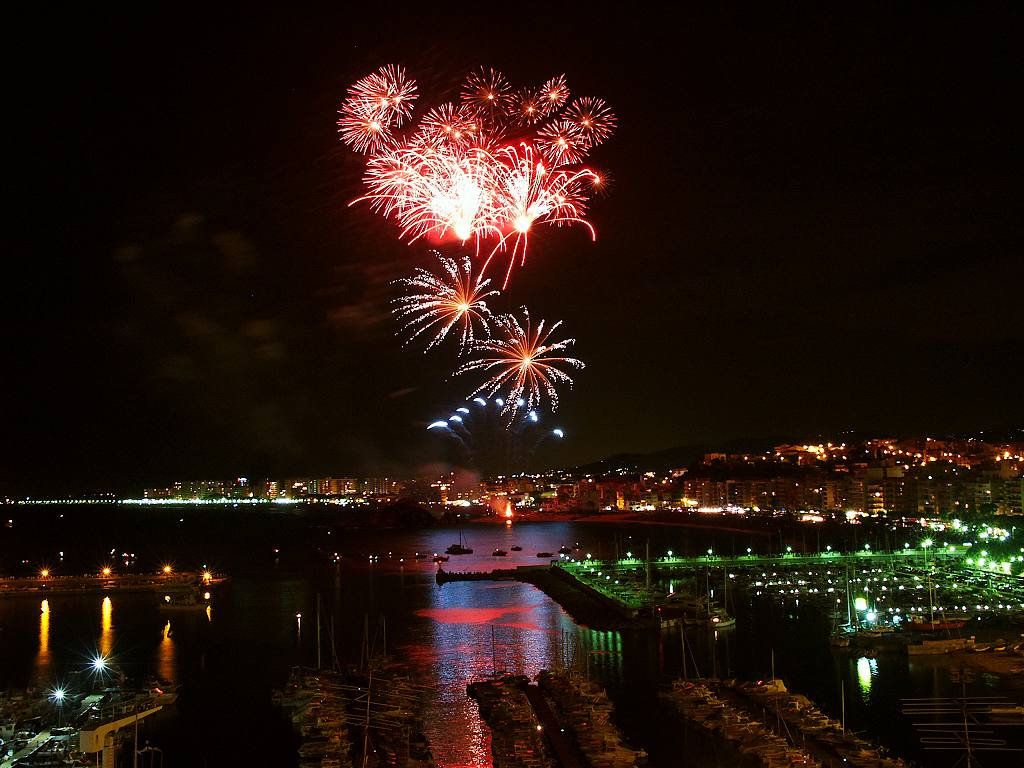
Feuerwerk in Blanes 2003

Der jährlich stattfindende Wettbewerb von Feuerwerken ist einer der wichtigsten in Spanien und Europa. Er dauert sieben Tage und findet während der Festa Major zu Ehren der Schutzheiligen Santa Anna und Sant Joaquim in der Woche vom 26. Juli statt.
Für die denkmalgeschützten Gebäude von Blanes siehe die Liste der Kulturdenkmäler in Blanes.

## Persönlichkeiten
- Roberto Bolaño (1953–2003),  chilenischer Schriftsteller
- Quim Torra (* 1962), Anwalt, Verleger und Politiker
- Rubén Yáñez (* 1993), Fußballtorwart
- Adrián Guerrero (* 1998), Fußballspieler
- Marina Bassols Ribera (* 1999), Tennisspielerin